# ذخیره‌گاه طبیعی ولگا-کاما
ذخیره‌گاه طبیعی ولگا-کاما (انگلیسی: Volga-Kama Nature Reserve) یک پارک و ذخیره‌گاه طبیعی در تاتارستان کشور روسیه است.